# Тамбовське повстання

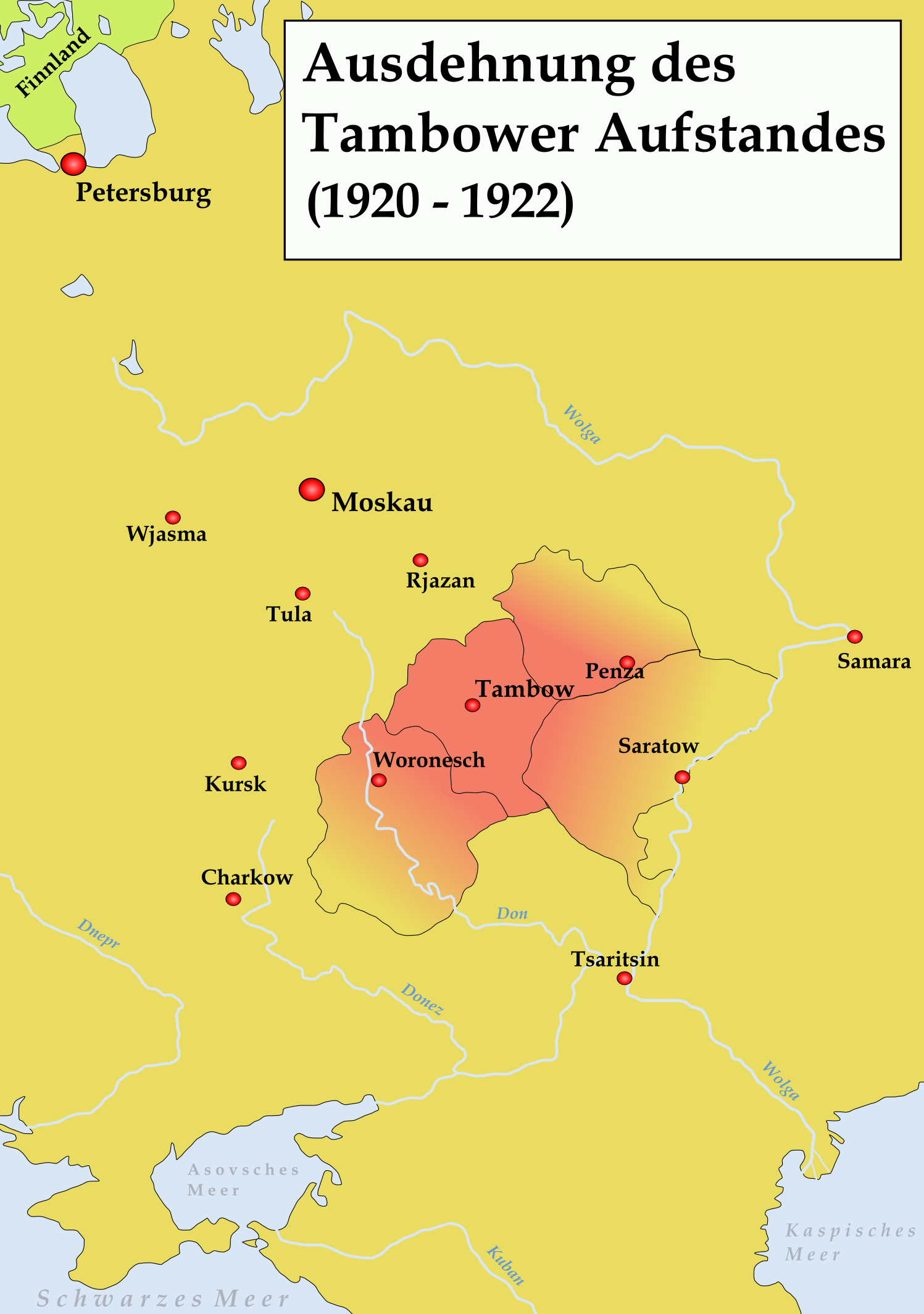
Охоплені тамбовським повстанням регіони.

Тамбовське повстання (рос. Тамбовское восстание) Анто́новщина — антибільшовицьке збройне повстання селян у Тамбовській губернії. Розпочалося в серпні 1920 р. зі спротиву насильницькій заготівлі харчів та перетворилось на партизанську війну проти Червоної армії, загонів ВЧК та радянської влади загалом. Під час придушення повстання було взято в полон близько 100 000 чоловік та близько 15 000 вбито. Вперше в історії влада застосувала проти власного народу хімічну зброю.
Основна частина селянської армії була розбита влітку 1921 р., меншим групам вдалося протриматись до початку наступного року.

## Передісторія
Під час Громадянської війни Радянська влада вдалася до політики воєнного комунізму, згідно з якою харчі відбирались на селі без жодної компенсації (так звана продрозкладка). Втілення цієї політики наштовхнулось на опір селян, особливо там, де реквізиції були завеликими, і для їхнього стягнення заготівельним командам доводилося вдаватись до насильства. Обсяг продуктів, які підлягали реквізиції, не залежали від обсягів виробництва. Комісії складали приблизні оцінки на основі довоєнних показників, у яких не брались до уваги неврожаї, спричинені війною руйнування, демографічні зміни. У відповідь на це та через втрату економічних стимулів виробляти надлишки селяни стали зменшувати посівні площі. Це зробило ще утопічнішими визначені нагорі норми заготівель. На відміну від міст на селі більшовики не мали значної підтримки: на виборах 1917 р. есери здобували тверду перемогу. Ідеологія більшовиків більшій частині селян була байдужа. Радянський діяч Антонов-Овсієнко, який згодом взяв участь у придушенні повстання, навів таку характеристику селян:
|  | Селянство звикло дивитись на радянську владу як на щось зовнішнє по відношенню до нього, що лише панує, завзято розпоряджається, але геть не по господарському. |

Реквізиції відбувались і в Тамбовській губернії, порівняно заможному регіоні з розвиненим сільським господарством за 350 кілометрів на південний схід від Москви. Тамбовські селяни переважно підтримали Жовтневий переворот, оскільки Декрет про землю узаконив привласнення землі поміщиків. Однак у наступні роки більшовикам стало важче утримувати губернію під контролем. У березні 1918 р. після укладення миру з Німеччиною їхні представники не змогли потрапити до місцевих рад. Попри це більшовикам вдалось за наступні роки відновити свою владу, часто із застосуванням насильства.
До революції в губернії вироблялось близько мільйона тонн борошна. Близько третини йшло на експорт. На основі цих даних, у яких не були враховані наслідки руйнувань часів Громадянської війни, були встановлені завищені норми хлібозаготівель. За оцінками історика Орландо Фігеса, за умови повного виконання норм заготівель (на 1920—1921 р., удвічі нижчі за попередній рік) сільським господарствам залишилось би близько 10 % від необхідного мінімуму для їжі, посіву та годування худоби. До січня 1921 р. заготівлі були виконані на 50 %. За спогадами Антонова-Овсієнка, кожний другий селянин голодував.

## Початок повстання
Повстання розпочалось з інциденту в серпні 1920 р. у селі Хітрово Тамбовської губернії. Селяни відмовились віддати своє борошно, вбили декількох бійців продзагону та чинили опір загонам, які прийшли на допомогу заготівельникам.
За повідомленнями місцевих органів влади, заворушення були спричинені:
|  | продармійці вчинили ряд зловживань: вони грабували та розоряли всі двори, які траплялись їм на шляху, реквізирували навіть подушки та кухонне приладдя, ділили награбоване між собою та по-звірячому били сімдесятирічних дідів у всіх на очах. Дідів звинувачували в тому, що їхні сини дезертували та переховуються у навколишніх лісах. (…) Також селян обурило те, що конфісковане збіжжя, навантажене на підводи для транспортування до залізниці, лишилось тліти просто неба. |

Очікуючи на зіткнення з Червоною армією, мешканці села стали озброюватись доступними засобами: знайшлось декілька рушниць, але в основному були взяті вила та дрючки. До заколотників приєднались мешканці сусідніх сіл. Їм вдалося здобути перемогу в наступних зіткненнях з частинами Червоної армії. Цей успіх можна пояснити послабленням Червоної армії внаслідок Польсько-Радянської війни та наступом на Білу армії Врангеля в Криму, через що в губернії залишилось всього близько 3000 червоноармійців. Але навіть ці солдати були призвані з місцевих сіл та не мали бажання воювати зі своїми земляками.

Після перших успіхів селяни спробували захопити Тамбов, однак більшовики підтягнули підкріплення та у вересні завдали контрудару, спалюючи села заколотників та розстрілюючи взятих у полон. Однак, після цього розгрому, повстанців очолює Олександр Антонов, колишній есер та керівник повітового управління міліції. Спочатку він співпрацював з більшовиками, але в серпні 1918 р. через незгоду з аграрною політикою порвав з ними, приєднався до одного з дезертирських загонів. Наступні два роки він здійснює терористичні акти проти радянських діячів, через що був заочно засуджений на смерть. Йому вдавалось втікати від радянської влади, і згодом він зажив слави народного героя. За мету було проголошено відновлення свободи підприємництва, денаціоналізації підприємництва, скасування продрозкладки та ліквідація комісарів і ВЧК. З лідера повстання Антонов перетворився на командувача партизанськими загонами, тактика яких складалась з раптових атак на колгоспи та залізничні вузли. Партизани користувались підтримкою населення та могли безперешкодно серед нього розчинятись. Інколи вони вдягали форму червоноармійців. Есери створили Союз трудового селянства, який мав стати політичною організацією повстанців та підтримував Антонова, незважаючи його вихід з партії. На кінець 1920 р. під його командуванням було 8000 повстанців. На початку 1921 р. Антонов оголосив призов, внаслідок чого чисельність його армії зросла до 20 000 — 50 000 чоловік. Організація була подібна до Червоної армії, була поділена на 18 або 20 полків, мала власних політкомісарів, розвідку та зв'язківців. В армії була встановлена сувора дисципліна.
За символ повстанці обрали червоний прапор, відібравши собі в такий спосіб головний символ революції. Георгій Жуков, який згодом став Маршалом Радянського Союзу, а під час придушення повстання стояв на чолі кавалерійського ескадрону, описав стратегію повстанців у своїх мемуарах:
|  | Тактика антоновців полягала в тому, аби уникати зіткнень з великими загонами Червоної армії, вступати в бій лише тоді, коли є впевненість у перемозі та чисельна перевага, а за несприятливих для бою умов втікати малими групами в різних напрямах, аби знову зібратись у наперед визначеному місці. |

Повстанцям вдалось взяти під контроль більшу частину регіону та перерізати шляхи залізничного сполучення, якими вивозили конфіскований хліб. Відтепер все, що лишалось понад необхідний рівень для підтримки бійців, роздавалось селянам. Повстання перекинулось на сусідні губернії: Воронезьку, Саратовську та Пензенську. В контрольованих повстанцями районах радянські установи були розпущені. Близько 1000 (за поширеними тоді чутками) членів Комуністичної партії були піддані тортурам та вбиті.
Станом на жовтень 1920 р. влада більшовиків збереглась лише в губернському центрі та деяких інших містах, контроль за рештою території губернії був втрачений.

## Придушення повстання
В серпні уряд Тамбовської губернії запровадив надзвичайний стан. Офіційна більшовицька пропаганда намагалась зобразити та дискредитувати повстанців як бандитів, керованих соціал-революціонерами. З офіційних зведень радянських діячів випливає, що керівництву було відомо про спонтанний характер повстання без істотного впливу есерівської партії. Також керівні органи партії соціал-революціонерів засудили повстання та заборонили своїм однопартійцям брати в ньому участь. Цей заклик, однак, не мав великого впливу на місцеві осередки партії. Також він не завадив ЧК розпочати хвилю репресій проти тамбовських есерів. Вже у вересні 1920 р. радянська влада та Червона армія взялися за придушення повстання з надзвичайною жорстокістю. Багатьох захоплених в полон повстанців розстрілювали, в деяких селах родини повстанців брались в заручники а будинки спалені вщент. У випадку особливо відчайдушного спротиву, всіх мешканців села переселяли в сусідню губернію.
У лютому 1921 р. Володимир Антонов-Овсієнко був відправлений в Тамбов очолити повноважну комісію для придушення повстання. Комісія доповідала безпосередньо Леніну та підпорядковуватись його наказам. Антонов-Овсієнко зосередив удар на цивільних прибічниках повстання та членах родин повстанців. Він дозволив, попередньо узгодивши з Леніном, депортації та розстріл заручників. За наказом Леніна в травні 1921 р. Михайло Тухачевський прибуває в Тамбов для керівництва військовою кампанією проти повстанців. Йому підпорядковувались війська, до складу яких входили танки, важка артилерія, та до 100 000 солдатів. На допомогу йому були виділені частини Червоної армії, хоча вони і були в меншості. Більшість бійців складали особливі загони ЧК. Серед загонів ЧК також були так звані «інтернаціональні» загони, які складались з угорців та деяких азійських народів. Передбачалось, що вони мають йти в бій проти селян з більшою готовністю, аніж призвані переважно з села армійці. Крім того, в придушенні взяли участь комсомольці, оскільки їхні загони вважались відданими справі партії. У відповідь на застосовані жорстокі заходи, повстанці захоплювали заручників і вбивали членів родин комуністів та членів родин червоноармійців. Війна проти партизан набула рис громадянської війни, оскільки створені для придушення повстання структури та організації були подібними до фронту громадянської війни Жуков так описав бій з одним із загонів повстанців:
|  | Бій для нас був вкрай важкий. Ворог бачив, що нас набагато менше, та був впевнений, що подолає нас. Однак, здійснити це вдалось не так вже і просто. Врятувало те, що при ескадроні було 4 станкових кулемети з великим запасом набоїв та 76-мм гармата. Маневруючи кулеметами та гарматою, ескадрон майже впритул розстрілював атакуючи ланки супротивника. Ми бачили, як поле бою вкривалось ворожими тілами, і повільно, крок за кроком, з боєм відходили назад. |

У відповідь на терор партизанів, Антонов-Овсієнко посилив каральні заходи. Ним був виданий наказ, яким передбачався розстріл цивільних осіб у низці випадків. Так, слід було розстрілювати на місці громадян, які відмовлялись назвати своє ім'я. У випадку виявлення зброї, слід було розстрілювати на місці без суду найстаршого працівника в родині. Те саме чекало на родину, яка приховала повстанця. На додачу, таку родину слід було заарештувати і повному складі вислати з губернії, її майно підлягало конфіскації. Цей наказ призвів до вбивства тисяч селян. Страчувались навіть ті, хто дав прихисток дітям «бандитів». У випадку втечі родини її майно слід було поділити серед лояльних до влади селян, а будинок спалити вщент. Частково внаслідок залякування, частково через скасування продрозкладки 21 березня 1921 р., повстання втратило підтримку серед населення. З травня 1921 р. Тухачевському вдалось поступово відбити контроль над селами та витіснити повстанців у ліси. В червні він отримав дозвіл від комісії Антонова-Овсієнка на застосування отруйних газів. До червня 1921 р. армія Антонова була оточена та розбита. Самому Антонову вдалось втекти, однак 24 червня 1922 р. він був виданий власними ж прибічниками та застрелений співробітниками ДПУ. На початок вересня 1921 р. від армії лишились розпорошені невиличкі загони, з приблизно 1000 бійцями. Спокій в губернії настав десь в середині 1922 р.
Влітку 1921 року Тухачевський видав наказ № 0116 від 12 червня 1921 року на застосування хімічної зброї — балонів та артснарядів з хлором проти селян. Місцева комуністична преса схвально висвітлювала це рішення та закликала «душити партизан газом».

## Наслідки

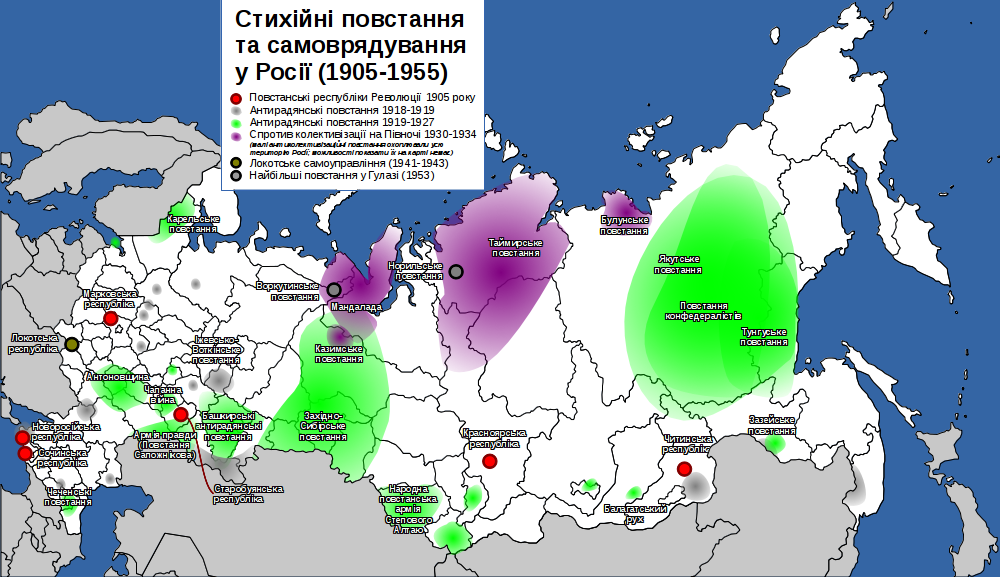
Тамбовське повстання та інші «зелені» повстання у Росії

Придушення повстання спричинило важкі втрати серед місцевого населення. До липня 1921 р. щонайменше 50 000 чоловік потрапило до спеціально підготовлених концтаборів, в першу чергу, літніх людей, жінок та дітей, «заручників» та членів родин повстанців. За наказом Тухачевського, всіх дітей шкільного та дошкільного віку слід було відлучати від матерів та відправляти в інші табори, лишаючи з матерями лише немовлят. Умови в таборах були жахливими: в них вирував тиф та холера. До осені 1921 р. смертність в таборах зросла до 15—20 % на місяць. Точні цифри загиблих в повстанні невідомі. Після придушення повстання, в'язнів з місцевих концентраційних таборів перевезли до таборів у віддалених місцевостях на півночі. Ті табори були призначені, в першу чергу, для офіцерів Білої армії та учасників Кронштадтського повстання. В порівнянні з іншими таборами, в цих таборах була висока смертність . Руйнування та покарання разом з аграрною політикою більшовиків призвели до голоду в цьому регіоні.
Більшовицьке керівництво скористалось повстанням для розгрому партії соціал-революціонерів. У середині 1921 р. тисячі есерів опинились у в'язницях і таборах ЧК, в тому числі й центральний комітет партії, який до того відкрито засудив повстання. Повстання та замах Фанні Каплан на Леніна 1918 р. послужили основним звинуваченням в показових процесах проти керівництва есерів в червні 1922 р., що відкрило шлях до розгрому партії.
Повстання також донесло до радянського керівництва невдоволення селян політикою партії. Вважається, що повстання послужило одним з чинників, які вплинули на рішення Леніна впровадити Нову економічну політику. Російський соціолог та свідок подій Пітирим Сорокін навіть припускає, що повстання примусило перехід до НЕПу. Нова економічна політика замінила систему реквізицій — продрозкладку на продподаток. Військові успіхи погано оснащених партизанських загонів вразили радянське військове керівництво. Михайло Фрунзе віддав наказ дослідити особливі форми ведення партизанської війни. Ці дослідження легли в основу діяльності радянських партизан проти Нацистів в Другій світовій війні.

## Повстання в літературі
1995 р. в літературній газеті рос. «Новый Мир» побачило світ оповідання Олександра Солженіцина рос. «Два рассказа», події в якому відбуваються на тлі Тамбовського повстання. В першій частині, рос. «Эго» описана доля міського інтелегента, який приєднується до повстання. В другій частині, рос. «На Краях», описаний життєвий шлях Маршала Радянського Союзу Георгія Жукова, а повстання, в придушенні якого він бере участь, служить епізодом його сходження на верхівку радянського суспільства.

## Радянська пропаганда
Українська радянська енциклопедія називає Тамбовське повстання Антоновщиною — антирадянським "куркульсько-есерівським заколотом" на чолі з есером А. Антоновим, організованим за вказівкою ЦК партії есерів, при підтримці інших сил контрреволюції, з метою повалення радянської влади і реставрації капіталізму.
Згідно з радянською пропагандою, намагаючись використати труднощі в країні наприкінці громадянської війни, заколотники діяли під гаслами «боротьби з продрозкладкою», «за вільну торгівлю», «Ради без комуністів». Вони перерізали Південно-Східну залізницю, вбивали партійних і радянських працівників; "при підтримці куркульства" до початку 1921 р. створили дві армії (бл. 50 тис. чол.).
Для ліквідації Антоновщини весною 1921 р. була створена спеціальна комісія ВЦВК на чолі з В. О. Антоновим-Овсієнком і виділені частини Червоної Армії, в складі яких була кавалерійська бригада Г. І. Котовського. Улітку 1921 р. "за активної підтримки трудящих" заколот було придушено. Дострокова заміна в Тамбовській губернії продрозкладки продподатком сприяла остаточній ліквідації "Антоновщини".